# Crvena Paprat
Crvena Paprat este un sat din municipiul Podgorica, Muntenegru. Conform datelor de la recensământul din 2003, localitatea are 95 de locuitori (la recensământul din 1991 erau 101 locuitori).

## Demografie
În satul Crvena Paprat locuiesc 80 de persoane adulte, iar vârsta medie a populației este de 43,6 de ani (41,0 la bărbați și 46,2 la femei). În localitate sunt 36 de gospodării, iar numărul mediu de membri în gospodărie este de 2,64.
| Crvena Paprat       |      |      |      |      |      |
| Etnie \ Recensământ | 2003 | 1919 | 1981 | 1971 | 1961 |
| Sârbi               | 28   | 74   |      | 1    | 1    |
| Muntenegreni        | 65   | 25   | 119  | 145  | 202  |
| Iugoslavi           |      | 2    |      |      |      |
| Alții / necunoscut  |      |      |      |      |      |
| Total               | '    | 101  | 119  | 146  | 203  |

|  |

| Demografie | Demografie | Demografie |
| An         | Locuitori  | Locuitori  |
| ---------- | ---------- | ---------- |
|            |            |            |
|            |            |            |
|            |            |            |
|            |            |            |
| 1948       | 218        |            |
| 1953       | 226        |            |
| 1961       | 203        |            |
| 1971       | 146        |            |
| 1981       | 119        |            |
| 1991       | 101        | 101        |
| 2003       | 97         | 95         |

| \| Componența etnică conform recensământului din 2003[2] \| Componența etnică conform recensământului din 2003[2] \| Componența etnică conform recensământului din 2003[2] \| Componența etnică conform recensământului din 2003[2] \| Componența etnică conform recensământului din 2003[2] \| \| ----------------------------------------------------- \| ----------------------------------------------------- \| ----------------------------------------------------- \| ----------------------------------------------------- \| ----------------------------------------------------- \| \| \| \| \| \| \| \| Muntenegreni \| Muntenegreni \| \| 65 \| 68,42% \| \| Sârbi \| Sârbi \| \| 28 \| 29,47% \| \| necunoscută \| necunoscută \| \| 0 \| 0% \| |              |  |    |        |
| Componența etnică conform recensământului din 2003 |              |  |    |        |
| |              |  |    |        |
| Muntenegreni | Muntenegreni |  | 65 | 68,42% |
| Sârbi | Sârbi        |  | 28 | 29,47% |
| necunoscută | necunoscută  |  | 0  | 0%     |